# Ajabshir
Ajabshir, 'Ajab Shir o Ajabshahr (farsi عجب‌شیر) è il capoluogo dello shahrestān di Ajabshir nell'Azerbaigian Orientale. 